# ガリア・ベルギカ
ガリア・ベルギカ（ラテン語: Gallia Belgica、ガッリア・ベルギカ）は、現在のオランダ、ベルギー、ルクセンブルク、北東フランス、西部ドイツにわたって存在した古代ローマのガリア属州の一部である。民族的にはケルト人とゲルマン人が混在する領域であり、住民はベルガエ人と呼ばれていた。

## 概要
ガイウス・ユリウス・カエサルによるとガリア・ケルタエとベルガエ（Belgae）の境界は、マルヌ川とセーヌ川であり、ゲルマニアとベルギカの境界は、ライン川であった。またのちにヘルウェティイ族の移住した場所もベルギカとなった。ベルギーの国名の起源である。
1世紀のガリア属州の再編成によって、ガリア・ベルギカの北部はゲルマニア・インフェリオル、東部はゲルマニア・スペリオルに分割され、南部の境界が広げられた。再編成後の境界の一部は、おおよそベルギーのドイツ、オランダ国境と一致している。ガリア・ベルギカ属州の州都はドゥロコルトルム（Durocortorum、現：ランス）に設置された。

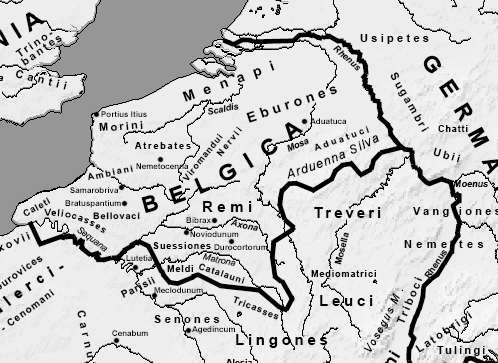
紀元前58年前後のガリア・ベルギカ。

元々のガリア・ベルギカの領域は、ローマ帝国の滅亡後、5世紀になってクローヴィス1世によりメロヴィング朝フランク王国の中心地となり、8世紀までのカロリング朝においても中心的領域であった。カール大帝の死後、ルートヴィヒ敬虔王の息子達により、フランク王国が3分割されると、ガリア・ベルギカも、西フランク王国と中部フランク王国に分割された。
ガリア・ベルギカは、その後、歴史的には低地地方（ネーデルラント）として発展し、現在のオランダ、ベルギー、ルクセンブルクのベネルクス3国とフランスのノール県、ドイツのラインラントの一部となっている。